# Paracuellos
Paracuellos è un comune spagnolo di 102 abitanti situato nella comunità autonoma di Castiglia-La Mancia.
È chiamata anche Paracuellos de la Vega